# Acraea calida
Acraea calida är en fjärilsart som beskrevs av Butler 1878. Acraea calida ingår i släktet Acraea och familjen praktfjärilar. Inga underarter finns listade i Catalogue of Life.